# Mieke Havik
Mieke Havik, née le 18 janvier 1957 à Volendam, est une coureuse cycliste néerlandaise.
Elle est célèbre pour avoir remporté la première étape du Tour de France féminin, en 1984, après une édition isolée et non réussite en 1955. Par la même occasion, Mieke Havik devient la première femme à revêtir l'iconique maillot jaune, qu'elle conserve durant cinq jours, édition finalement remportée par l'Américaine Marianne Martin.

## Palmarès sur route
- 1979
  - 5e étape des Journées Havro-Cauchoises
- 1981
  - 1ère étape des 3 jours du Havre (ex Journées Havro-Cauchoises)
- 1982
  - Batavus Lenterace
- 1983
  - Vertemate con Minoprio
  - Leiden
  - 2e du championnat des Pays-Bas sur route
- 1984
  - 1re, 2e, 5e, 11e et 17e étapes du Tour de France féminin
- 1986
  - 1re et 5e étapes de Six Jours de Saint-Ambroix
  - 2e du championnat des Pays-Bas sur route
- 1987
  -  Championne des Pays-Bas sur route

## Palmarès sur piste

### Championnats nationaux
- 1980
  - 3e de la vitesse
- 1981
  - 3e de l'omnium
- 1982
  -  Championne de l'omnium
  - 3e de la vitesse
- 1983
  -  Championne de l'omnium
  - 2e de la vitesse
- 1984
  -  Championne de la vitesse
- 1986
  - 3e de la vitesse